# Deutsches Künstlertheater
Das Deutsche Künstlertheater in Berlin-Tiergarten war ein privates Theater, das unter wechselnden Namen von 1911 bis 1943 bestand. Schon früh von Gerhart Hauptmann als Regisseur geleitet, war es Wirkungsstätte sehr vieler berühmter Schauspieler, Sänger, Autoren, Regisseure und Komponisten: außer Hauptmann Franz Lehár, Oscar Straus, Carl Zuckmayer, Richard Tauber, Victor Barnowsky, Curt Goetz, Max Adalbert, Heinz Saltenburg, Curt Bois, Gustaf Gründgens, Emil Jannings, Heinz Rühmann und andere.

## Geschichte
Auf dem Grundstück Nürnberger Straße 70–71 (später Budapester Straße 35) in Berlin-Tiergarten Süd, wurde 1911 von Jacob Epstein das Theater als Opernspielstätte gegründet; zunächst trug es den Namen „Kurfürstenoper“. Es wurde ein Gebäude im neoklassizistischen Stil vom Architektenbüro Hildenbrand & Nicolaus mit 1045 Sitzplätzen und einer Tuffsteinfassade errichtet. Erste Operninszenierungen folgten. Die Direktion hatte anfangs Maximilian Moris, der zuvor die Oberspielleitung an der Komischen Oper hatte, aber bereits 1912 übernahm Viktor Palfi die Leitung.
Aus dieser Zeit stammt eine Kritik von Arthur Neisser, die enthusiastisch anhob: „Wenn man nach langer Abwesenheit wieder in die deutsche Musikmetropole Berlin zurückkehrt und nun bald nach seiner Ankunft ein funkelnagelneues Opernunternehmen ein interessantes, neues Werk aus der deutschen Taufe heben sieht, dann überkommt einen doch wieder der grosse Respekt […]“ Allerdings galt dieser Respekt den Kulturschaffenden in diesem Haus, nicht dem Gebäude selbst. Über dieses schrieb Neisser, man merke ihm die allzu schnelle Inbetriebnahme an, schon im Treppenhaus begegne einem ein kitschiges Ornament und das Haus habe „mit der Musik in seiner Bauweise ganz und gar nichts zu schaffen, weder nach der ornamentalen noch nach der innenarchitektonischen Seite, und in dem Foyer weht eine eisige Luft, auch stilistisch verstanden […]“ Die Grundstücksgröße hatte die Architekten zu Zugeständnissen veranlasst: Die Verkehrsflächen sowohl für das Publikum als auch für die Mitarbeiter waren recht beengt, der zweite Rang extrem steil.
Das Theater wurde auch schon bald umgebaut: 1913 übernahm Max Epstein das Haus als Eigentümer und Leiter, er ließ das Gebäude vom Architekten Oskar Kaufmann umbauen. Der Orchestergraben wurde beseitigt und die öffentlichen Verkehrswege wurden entsprechend den damals gültigen Feuerschutzvorschriften verändert.
Das Haus erhielt auch einen neuen Namen: Die Künstler-Theater-Sozietät entwickelte ein neues Konzept für ein „unthyranisch geführtes Sprechtheater“. Eröffnet wurde die erneuerte Spielstätte mit Gerhart Hauptmanns Wilhelm-Tell-Inszenierung nach Friedrich Schiller. Bereits 1915 wurde das Projekt aufgrund finanzieller Schwierigkeiten und größerer Meinungsverschiedenheiten unter den Beteiligten aufgegeben. Der Direktor des Lessingtheaters, Victor Barnowsky, übernahm die Theaterleitung; das Haus wurde nun „Deutsches Künstlertheater“ genannt. Das neue Profil war von Curt Goetz und dem Komiker Max Adalbert bestimmt, aber auch die Operetten von Hugo Hirsch wurden weiter hier uraufgeführt. 1924 geriet auch dieses Konzept in finanzielle Schwierigkeiten und Barnowsky gab auf.
In der Folgezeit bis 1935 wechselten die Intendanten und gaben dem Haus unterschiedliche Profile, unter ihnen Heinz Saltenburg. Unter Saltenburg wurde das Haus endgültig zu einem Operettentheater. Unter Eugen Robert gehörte das Theater Anfang der 1930er Jahre zu den Robertbühnen, bis er 1933 nach England emigrierte. 1935 enteignete der nationalsozialistische Staat Max Epstein und trieb ihn ins Londoner Exil. Das Theater wurde nun den Staatstheatern unterstellt und als „Staatstheater - Kleines Haus“ bezeichnet. In der Zeit des Nationalsozialismus wurde das Theater auch noch einmal baulich verändert: Im ersten Rang wurde eine Führerloge eingebaut. Gustaf Gründgens war von 1935 bis 1943 Generalintendant. Mit Emil Jannings und Heinz Rühmann wurden jetzt vor allem Komödien aufgeführt. 1943 brannte das Haus nach einem Bombenangriff vollkommen aus.

## Spätere Nutzung
Die Ruine wurde 1963 gesprengt. 1983 errichtete die Grundkreditbank auf dem geräumten Grundstück ihr neues Zentralgebäude, das bis 2016 genutzt und 2017 zugunsten eines neuen Bürogebäudes bereits wieder abgerissen wurde.